# ديربي جزر الكناري
ديربي جزر الكناري (بالإنجليزية: Canary Islands derby)‏ هو مباراة في كرة قدم تقام بين الفريقين الإسبانيين نادي لاس بالماس ونادي تنريفه، واللذان يعتبران أفضل فريقين في جزر الكناري. صنفتها مجلة وورلد سوكر كواحدة من أعظم 50 مباراة في العالم، وتعتبر واحدة من أهم الديربيات في إسبانيا.

## التاريخ
يقع مقر الفرقين في جزيرتين مختلفتين، حيث يعتبر الفريقان الأبرز في جزر الكناري. لقد خاض كلا الفرقين فترات في دوري الدرجة الأولى الإسباني. جاءت أعظم نجاحات لاس بالماس في الستينيات والسبعينيات، في الفترة التي جاءوا فيها وصيفًا في الدوري الإسباني خلف ريال مدريد وفي كأس إسبانيا (خسروا أمام نادي برشلونة في النهائي)، وتنافسوا في كأس المعارض بين المدن ( الدوري الأوروبي الآن) في عام 1969، وكأس الاتحاد الأوروبي مرتين في عامي 1972 و1977. حقق فريق تينيريفي أعظم نجاحاته في تسعينيات القرن العشرين؛ حيث سجل أفضل مركز له على الإطلاق في الدوري عندما احتل المركز الخامس في موسمي 1992-93 و1995-96. وفي موسم 1996-97، وصلوا إلى الدور نصف النهائي من بطولة كأس الاتحاد الأوروبي ، وخسروا أمام أبطال البطولة في تلك السنة نادي شالكه.
أقيمت المباراة الأولى بين الفريقين أعقاب تشكيل نادي لاس بالماس من أنديته الخمسة المكونة له. في موسم 1949-1950 من الدرجة الثالثة، تم وضع أبطال المنطقة في مجموعة وقع فيها نادي لأس بالماس ونادي تنريفه إلى جانب 4 فرق في "المرحلة النهائية"، وكان الفريقان الأولان من هذه المجموعة يتقدمان إلى الدرجة الثانية. قدم فريق لاس بالماس أداءً جيدًا بما يكفيه للصعود، لكن تينيريفي فشل في تحقيق ذلك، حيث فاز بمباراة واحدة فقط في المجموعة، وخسر المباراتين أمام لاس بالماس. وقد تم إلغاء نظام الصعود هذا في العام التالي، ولم يجتمع الفرقيت مرة أخرى حتى عام 1953.

## الملاعب

### نادي لاس بالماس
منذ عام 2003، يلعب نادي لاس بالماس مبارياته على ملعب غران كاناريا الذي يتسع لـ31,250 متفرج. يقع الملعب في مدينة لاس بالماس عاصمة الجزيرة، وهو الأكبر في جزر الكناري. في عام 2007 استضاف الملعب مباراة دولية ودية بين إسبانيا وإيرلندا الشمالية، والتي فازت بها إسبانيا 1-0 بهدف من أحرزه تشافي.

### نادي تنريفه
يلعب فريق نادي تنريفه مبارياته على أرضه في ملعب هيليودورو رودريغيز لوبيز الذي يتسع لـ 23000 متفرج. يقع الملعب في مدينة سانتا كروز عاصمة الجزيرة، وقد استضاف أربع مباريات دولية للمنتخب الإسباني، ضد ألمانيا وسويسرا وبولندا وسلوفاكيا على التوالي.

## الموجهات المباشرة
اعتبارًا من 7 يناير 2024، كان هناك 75 ديربيًا رسميًا في جزر الكناري. تم التعادل في 26 مباراة، فاز فريق لاس بالماس بـ 28 مباراة، وفاز فريق تينيريفي بـ 21 مباراة.

### إحصائيات لاس بالماس
- الانتصارات: 28
- التعادلات: 26
- الهزائم: 21
- الأهداف المسجلة: 85
- الأهداف المستقبلة: 74

### إحصائيات نادي تنريفه
- الانتصارات: 21
- التعادلات: 26
- الهزائم: 28
- الأهداف المسجلة: 74
- الأهداف المستقبلة: 85

## النتائج في كل الأوقات
الدوري
|           |                                                     | لاس بالماس ضد نادي تنريفه | لاس بالماس ضد نادي تنريفه | لاس بالماس ضد نادي تنريفه | لاس بالماس ضد نادي تنريفه | نادي تنريفه ضد لاس بالماس | نادي تنريفه ضد لاس بالماس     | نادي تنريفه ضد لاس بالماس | نادي تنريفه ضد لاس بالماس | نادي تنريفه ضد لاس بالماس |
| --------- | --------------------------------------------------- | ------------------------- | ------------------------- | ------------------------- | ------------------------- | ------------------------- | ----------------------------- | ------------------------- | ------------------------- | ------------------------- |
| الموسم    | الدرجة                                              | التاريخ                   | الملعب                    | النتيجة                   | الحضور                    | التاريخ                   | الملعب                        | النتيجة                   | الحضور                    |                           |
| 1949–50   | الدوري الإسباني الدرجة الثالثة                      | 4 يونيو 1950              | ملعب إنسولار              | 1 – 0                     |                           | 30 أبريل 1950             | ملعب هيليودورو رودريغيز لوبيز | 1 – 2                     |                           |                           |
| 1953–54   | الدوري الإسباني الدرجة الثانية                      | 27 ديسمبر 1953            | ملعب إنسولار              | 1 – 1                     |                           | 25 أبريل 1953             | ملعب هيليودورو رودريغيز لوبيز | 0 – 0                     |                           |                           |
| 1960–61   | الدوري الإسباني الدرجة الثانية                      | 13 نوفمبر1960             | ملعب إنسولار              | 0 – 0                     |                           | 5 مارس 1961               | ملعب هيليودورو رودريغيز لوبيز | 1 – 0                     |                           |                           |
| 1962–63   | الدوري الإسباني الدرجة الثانية                      | 11 نوفمبر 1962            | ملعب إنسولار              | 0 – 1                     |                           | 10 مارس 1963              | ملعب هيليودورو رودريغيز لوبيز | 0 – 1                     |                           |                           |
| 1963–64   | الدوري الإسباني الدرجة الثانية                      | 15 مارس 1964              | ملعب إنسولار              | 1 – 0                     |                           | 17 نوفمبر 1963            | ملعب هيليودورو رودريغيز لوبيز | 1 – 1                     |                           |                           |
| 1983–84   | الدوري الإسباني الدرجة الثانية                      | 20 مايو 1984              | ملعب إنسولار              | 0 – 2                     |                           | 8 يناير 1984              | ملعب هيليودورو رودريغيز لوبيز | 0 – 0                     |                           |                           |
| 1984–85   | الدوري الإسباني الدرجة الثانية                      | 12 مايو 1985              | ملعب إنسولار              | 1 – 0                     |                           | 29 ديسمبر 1984            | ملعب هيليودورو رودريغيز لوبيز | 0 – 0                     |                           |                           |
| 1988–89   | الدوري الإسباني الدرجة الثانية                      | 21 فبراير 1989            | ملعب إنسولار              | 2 – 2                     |                           | 18 سبتمبر 1988            | ملعب هيليودورو رودريغيز لوبيز | 3 – 1                     |                           |                           |
| 1999–2000 | الدوري الإسباني الدرجة الثانية                      | 21 أغسطس 1999             | ملعب إنسولار              | 2 – 0                     |                           | 16 يناير 2000             | ملعب هيليودورو رودريغيز لوبيز | 1 – 2                     |                           |                           |
| 2001–02   | الدوري الإسباني                                     | 5 مايو 2002               | ملعب إنسولار              | 0 – 1                     |                           | 22 ديسمبر 2001            | ملعب هيليودورو رودريغيز لوبيز | 1 – 3                     |                           |                           |
| 2002–03   | الدوري الإسباني الدرجة الثانية                      | 25 يناير 2003             | ملعب إنسولار              | 1 – 0                     |                           | 21 يونيو 2003             | ملعب هيليودورو رودريغيز لوبيز | 0 – 0                     |                           |                           |
| 2003–04   | الدوري الإسباني الدرجة الثانية                      | 4 أكتوبر 2003             | ملعب غران كاناريا         | 1 – 1                     | 21,925                    | 7 مارس 2004               | ملعب هيليودورو رودريغيز لوبيز | 2 – 0                     | 22,325                    |                           |
| 2006–07   | الدوري الإسباني الدرجة الثانية                      | 21 أكتوبر 2006            | ملعب غران كاناريا         | 0 – 0                     | 20,264                    | 24 مارس 2007              | ملعب هيليودورو رودريغيز لوبيز | 3 – 1                     | 18,302                    |                           |
| 2007–08   | الدوري الإسباني الدرجة الثانية                      | 5 أبريل 2008              | ملعب غران كاناريا         | 1 – 1                     | 29,132                    | 3 نوفمبر 2007             | ملعب هيليودورو رودريغيز لوبيز | 2 – 2                     | 17,693                    |                           |
| 2008–09   | الدوري الإسباني الدرجة الثانية                      | 22 نوفمبر 2008            | ملعب غران كاناريا         | 0 – 1                     | 26,161                    | 25 أبريل 2009             | ملعب هيليودورو رودريغيز لوبيز | 2 – 0                     | 21,647                    |                           |
| 2010–11   | الدوري الإسباني الدرجة الثانية                      | 4 يونيو 2011              | ملعب غران كاناريا         | 1 – 0                     | 22,032                    | 23 يناير 2011             | ملعب هيليودورو رودريغيز لوبيز | 1 – 1                     | 20,275                    |                           |
| 2013–14   | الدوري الإسباني الدرجة الثانية                      | 10 مايو 2014              | ملعب غران كاناريا         | 1 – 0                     | 31,123                    | 4 ديسمبر 2013             | ملعب هيليودورو رودريغيز لوبيز | 3 – 0                     | 18,040                    |                           |
| 2014–15   | الدوري الإسباني الدرجة الثانية                      | 1 مارس 2015               | ملعب غران كاناريا         | 1 – 1                     | 28,032                    | 28 سبتمبر 2014            | ملعب هيليودورو رودريغيز لوبيز | 2 – 1                     | 17,064                    |                           |
| 2018–19   | الدوري الإسباني الدرجة الثانية                      | 16 ديسمبر 2018            | ملعب غران كاناريا         | 1 – 1                     | 19,190                    | 4 مايو 2019               | ملعب هيليودورو رودريغيز لوبيز | 2 – 1                     | 18,717                    |                           |
| 2019–20   | الدوري الإسباني الدرجة الثانية                      | 25 يناير 2020             | ملعب غران كاناريا         | 0 – 0                     | 21,248                    | 7 سبتمبر 2019             | ملعب هيليودورو رودريغيز لوبيز | 0 – 0                     | 18,000                    |                           |
| 2020–21   | الدوري الإسباني الدرجة الثانية                      | 15 نوفمبر 2020            | ملعب غران كاناريا         | 1 – 0                     | 0                         | 27 مارس 2021              | ملعب هيليودورو رودريغيز لوبيز | 1 – 1                     | 0                         |                           |
| 2021–22   | الدوري الإسباني الدرجة الثانية (ِشامل تصفيات التأهل) | 16 أكتوبر 2021            | ملعب غران كاناريا         | 2 – 1                     | 0                         | 2 فبراير 2022             | ملعب هيليودورو رودريغيز لوبيز | 0 – 1                     | 10,751                    |                           |
| 2021–22   | الدوري الإسباني الدرجة الثانية (ِشامل تصفيات التأهل) | 4 يونيو 2022              | ملعب غران كاناريا         | 1 – 2                     | 31,502                    | 1 يونيو 2022              | ملعب هيليودورو رودريغيز لوبيز | 1 – 0                     | 19,702                    |                           |
| 2022–23   | الدوري الإسباني الدرجة الثانية                      | 27 نوفمبر 2022            | ملعب غران كاناريا         | 3 – 1                     | 31,047                    | 18 مارس 2023              | ملعب هيليودورو رودريغيز لوبيز | 4 – 1                     | 17,959                    |                           |

### كأس ملك إسبانيا
لقد لعبوا 10 مواجهات في كأس ملك إسبانيا، فاز نادي لاس بالماس بثمانية و نادي تنريفه مرتين، حيث لعبوا إجمالي 20 مباراة (10 انتصارات لنادي لاس بالماس، 6 تعادلات، 4 انتصارات لنادي تنريفه).
| الموسم  | الدور        | التاريخ        | ملعب المستضيف | النتيجة | الإجمالي  |
| ------- | ------------ | -------------- | ------------- | ------- | --------- |
| 1964–65 | دور 16       | 25 أبريل 1965  | لاس بالماس    | 2-0     | 3-2       |
| 1964–65 | دور 16       | 16 مايو 1965   | تنريفه        | 2-0     | 3-2       |
| 1964–65 | دور 16       | 19 مايو 1965   | لاس بالماس    | 0-0     | 3-2       |
| 1964–65 | دور 16       | 20 مايو 1965   | لاس بالماس    | 1-0     | 3-2       |
| 1970–71 | دور 16       | 25 أبريل 1971  | لاس بالماس    | 2-0     | 4-0       |
| 1970–71 | دور 16       | 2 مايو 1971    | تنريفه        | 0-2     | 4-0       |
| 1974–75 | دور 16       | 12فيراير 1975  | لاس بالماس    | 2-0     | 3-1       |
| 1974–75 | دور 16       | 26 فيراير 1975 | تنريفه        | 1-1     | 3-1       |
| 1978–79 | الدور الثاني | 25 أكتوبر 1978 | تنريفه        | 1-0     | 1-2       |
| 1978–79 | الدور الثاني | 29 نوفمبر 1978 | لاس بالماس    | 2-0     | 1-2       |
| 1979–80 | الدور الثاني | 19 ديسمبر 1979 | لاس بالماس    | 2-1     | 4-2       |
| 1979–80 | الدور الثاني | 9 يناير 1980   | تنريفه        | 1-2     | 4-2       |
| 1980–81 | الدور الأول  | 17 سبتمبر 1980 | لاس بالماس    | 2-2     | 3-4       |
| 1980–81 | الدور الأول  | 1 أكتوبر 1980  | تنريفه        | 2-1     | 3-4       |
| 1987–88 | الدور الثاني | 1 أكتوبر 1986  | تنريفه        | 1-4     | 1-4       |
| 1994–95 | الدور الثالث | 4 يناير 1995   | لاس بالماس    | 0-0     | 0-0 (4-3) |
| 1994–95 | الدور الثالث | 12 يناير 1995  | تنريفه        | 0-0     | 0-0 (4-3) |
| 1997–98 | الدور الثاني | 8 أكتوبر 1997  | لاس بالماس    | 3-2     | 5-4       |
| 1997–98 | الدور الثاني | 29 أكتوبر 1997 | تنريفه        | 2-2     | 5-4       |
| 2023–24 | دور 16       | 7 يناير 2024   | تنريفه        | 2-0     | 2-0       |

## كوبا جزر الكناري
كأس جزر الكناري (بالإسبانية: Copa de Canarias)‏ هي بطولة ودية تقام بين لاس بالماس وتينيريفي منذ عام 2011 بنظام الذهاب والإياب. منذ عام 2012، أصبحت البطولة برعاية شركة Mahou وتحمل اسم Copa Mahou Canarias .
وفي عام 2018، تمت الموافقة على تقليص البطولة إلى مباراة واحدة.
| العام | الفائز      | الوصيف      | المباراة الأولى | المباراة الأولى | المباراة الأولى | المبارة الثانية | المبارة الثانية | المبارة الثانية |
| العام | الفائز      | الوصيف      | النتيجة         | الحضور          | ضد              | النتيجة         | الحضور          | ضد              |
| ----- | ----------- | ----------- | --------------- | --------------- | --------------- | --------------- | --------------- | --------------- |
| 2011  | لاس بالماس  | نادي تنريفه | 3 – 0           | 7,332           | لاس بالماس      | 0 – 1           | 5,952           | نادي تنريفه     |
| 2012  | لاس بالماس  | نادي تنريفه | 0 – 0           | 2,382           | نادي تنريفه     | 1 – 0           | 5,832           | لاس بالماس      |
| 2013  | نادي تنريفه | لاس بالماس  | 2 – 0           | 4,630           | نادي تنريفه     | 0 – 0           | 9,540           | لاس بالماس      |
| 2014  | لاس بالماس  | نادي تنريفه | 0 – 2           | 5,990           | نادي تنريفه     | 2 – 0           | 12,291          | لاس بالماس      |
| 2015  | نادي تنريفه | لاس بالماس  | 1 – 0           | 4,325           | نادي تنريفه     | 0 – 1           | 12,023          | لاس بالماس      |
| 2016  | نادي تنريفه | لاس بالماس  | 0 – 1           | 7,000           | لاس بالماس      | 0 – 1           | 6,557           | نادي تنريفه     |
| 2017  | لاس بالماس  | نادي تنريفه | 2 – 2           | 600             | نادي تنريفه     | 2 – 0           | 7,000           | لاس بالماس      |
| 2018  | نادي تنريفه | لاس بالماس  | 0 – 0 (5–4 ض.ج) | 6,000           | مباراة واحدة    | مباراة واحدة    | مباراة واحدة    | مباراة واحدة    |

## ملحوظات
1. 1 2 3  لعبت المباراة في ماسبالوماس.
2. ↑  لعبت المباراة في لوس كريستيانوس.

## الملابس
يلعب فريق لاس بالماس بقميص أصفر وشورت أزرق وجوارب زرقاء.
يرتدي نادي تنريفه بقميص أزرق وأبيض مع شورت أزرق وجوارب بيضاء.